# Proameira echinipes
Proameira echinipes är en kräftdjursart som beskrevs av Soyer 1974. Proameira echinipes ingår i släktet Proameira och familjen Ameiridae. Inga underarter finns listade i Catalogue of Life.